# Cordillère Luoxiao
La cordillère Luoxiao (sinogrammes simplifiés : 罗霄山脉 ; sinogrammes traditionnels : 羅霄山脈 ; pinyin : luó xiāo shānmài) est une chaîne de montagnes à la frontière des provinces chinoises du Hunan et du Jiangxi. Elle est formée de trois montagnes, le mont Wanyang, le mont Zhuguang et le mont Wugong.